# الحرية الدينية في رومانيا
تشير الحرية الدينية في رومانيا إلى المدى الذي يمكن فيه للناس في رومانيا ممارسة معتقداتهم الدينية بحرية مع الأخذ بعين الاعتبار السياسات الحكومية والمواقف الاجتماعية تجاه المجموعات الدينية.
تضمن القوانين الرومانية الحرية الدينية فضلًا عن حظرها للتمييز الديني وتوفيرها إطار عمل يمكن من خلاله للمنظمات الدينية التسجيل حتى تحصل على اعتراف وتمويل الحكومة (لا يعد ذلك شرطًا مسبقًا حتى تستطيع هذه المنظمات ممارسة عملها في البلاد). كذلك تقدم الحكومة برامج من أجل تعويض المنظمات الدينية عن الممتلكات المصادرة إبان الحرب العالمية الثانية وخلال عهد جمهورية رومانيا الاشتراكية. اشتكى ممثلون عن مجموعات الأقليات من تفضيل الحكومة للكنيسة الرومانية الأرثوذكسية على حساب المجموعات الدينية الأخرى. وقعت عدة حالات فشلت فيها الحكومة المحلية والشرطة في تطبيق قوانين مكافحة التمييز على نحوٍ يمكن الاعتماد عليه.
فضلت الحكومة الرومانية كلًا من الكنيسة الأرثوذكسية والكنيسة الرومية الكاثوليكية بصورةٍ ممنهجة خلال فترة وجود مملكة رومانيا إبان القرن التاسع عشر ومستهل القرن العشرين. حُرم غير المسيحيين من نيل الجنسية حتى أواخر القرن التاسع عشر وواجهوا حتى بعد ذلك عقباتٍ عدة وظلت حقوقهم محدودة. كانت معاداة السامية إحدى السمات البارزة المرتبطة بالتيارات السياسية الليبرالية خلال القرن التاسع عشر قبل أن تبادر الأحزاب الليبرالية إلى الإحجام عنها وتتبناها المجموعات اليسارية الفلاحية ومن بعدها المجموعات الفاشية خلال مطلع القرن العشرين. قُتل مئات الألوف من اليهود على يد القوات الرومانية أو الألمانية في رومانيا خلال الحرب العالمية الثانية. ورغم تلافي معظم اليهود ممن كانوا يعيشون ضمن الأراضي التابعة لرومانيا قبل اندلاع الحرب لهذا المصير بيد أنهم واجهوا مجموعة من القوانين القاسية المعادية للسامية التي أصدرتها حكومة أنتونيسكو. اتجهت الحكومة الرومانية خلال الحقبة الاشتراكية في أعقاب الحرب العالمية الثانية نحو فرض سيطرة كبيرة على الكنيسة الأرثوذكسية وراقبت عن كثب نشاطاتها الدينية فضلًا عن تشجيعها للإلحاد بين السكان. تعرض القساوسة المعارضين للذم والاعتقال والترحيل و/أو تجريدهم من مقاليدهم الكهنوتية بيد أن الكنيسة الأرثوذكسية ككل أذعنت لمطالب الحكومة وحظيت على دعمها.

## التركيب السكاني
يشكل أتباع الكنيسة الرومانية الأرثوذكسية نسبة 86.5% من السكان بينما تبلغ نسبة الرومان الكاثوليك ما يقرب من 5% بحسب ما جاء في إحصاء حكومي يعود لسنة 2011. بحسب الإحصاء فإن الروم الكاثوليك يشكلون أقل من 1% من السكان. بيد أن الروم الكاثوليك يقدرون أعدادهم بما يعادل نحو 2% من مجموع سكان البلاد. تشمل المجموعات الدينية الأخرى المسيحيين الروس الممارسين للشعائر القديمة والبروتستانت ومن جملتهم البروتستانت الإصلاحيين والخمسينيين والمعمدانيين والسبتيين وغيرهم من أتباع الطوائف البروتستانتية الأخرى وشهود يهوه والمسلمين والبهائيين وكنيسة يسوع المسيح لقديسي الأيام الأخيرة وطائفة زن البوذية والاتحاد العائلي للسلام العالمي والتوحيد والجمعية الدولية لوعي كريشنا. تشكل نسبة الملحدين وغير المؤمنين أقل من 1% من مجموع السكان.
ينتشر المسيحيين الروس الممارسين للشعائر القديمة بصورة رئيسية في كل من مولدافيا ودبروجة بحسب ما جاء في الإحصاء. يعيش معظم المسلمين في المناطق الجنوبية الشرقية المحيطة بمدينة كونستانتسا. أما معظم الروم الكاثوليك فيقطنون في ترانسيلفانيا. كذلك يعيش الرومان الكاثوليك والبروتستانت على مختلف طوائفهم بصورة رئيسية في ترانسيلفانيا. يعيش معظم المنتمين للإثنية الأوكرانية من الأرثوذكس والروم الكاثوليك في شمال البلاد، في حين يتواجد أبناء الإثنية الصربية من الأرثوذكس بصورة رئيسية في منطقة بانات. يتركز الأعضاء المنتمين للكنيسة الرسولية الأرمنية في مولدافيا وجنوبي البلاد. فعليًا فإن جميع الأعضاء المنتمين للكنيستين البروتستانية الإصلاحية والتوحيدية في ترانسيلفانيا هم من الإثنية المجرية. يشكل أبناء الإثنية المجرية أكثر من نصف أعضاء الكنائس الرومانية الكاثوليكية واللوثرية الإنجيلية في ترانسيلفانيا. يعيش ما يقرب من 40% من مجموع يهود البلاد البالغ عددهم 3,400 نسمة في بوخارست.

## الممارسات الحكومية
أبلغت طائفة شهود يهوه عن اعتراض بعض الناس على نشاطاتهم وتلقيهم لتهديدات من القساوسة الرومانيين الأرثوذكس والشرطة والسلطات الحكومية في عدد من مناطق البلاد. تضمنت هذه الحوادث تلقيهم تهديدات لوحت باللجوء إلى العنف ضدهم. شاركت الشرطة في بعض الحالات بصورة مباشرة في النشاطات المناوئة لشهود يهوه، وفي حالات أخرى قابلوا أولئك الذين ضايقوا شهود يهوه بالاستهجان.
اتهم مسؤول من الرومان الكاثوليك المجلس الوطني للوسائط المسموعة والمرئية وهو كيان يتبع للحكومة ومسؤول عن مراقبة المحتوى الذي ينتشر عبر البث ويصدر تراخيص البث بأنه رفض مرارًا طلبات تقدمت بها شبكة «إذاعة ماريا» الكاثوليكية للحصول على تراخيص إذاعية محلية حتى تتمكن الأخيرة من زيادة عدد المحطات التي تبث عبر أثيرها.
أفادت مجموعات من الأقليات الدينية ومن جملتها الكنيسة الإنجيلية المسيحية بأن السلطات واصلت السماح للكنيسة الرومانية الأرثوذكسية دون غيرها بلعب دور نشط في الاحتفالات السنوية في المدارس وغيرها من الفعاليات المجتمعية وعادة ما أعرضت عن دعوة المجموعات الدينية الأخرى إلى هذه الاحتفالات.
ذكر معهد إيلي فيزيل الوطني لدراسة الهولوكوست في رومانيا والذي أسسته الحكومة في تقريرٍ له يعود لعام 2017 بأن ملاحقة الخطاب المعادي للسامية وإنكار الهولوكوست ما يزال أمرًا نادر الحدوث. جمع مكتب المدعي العام على المستوى الوطني قائمة تضم 42 قضية تعين حلها خلال العام بحسب ما جاء في إحصاءات صادرة عن الحكومة. أفادت التقارير بأن المكتب لم يستطع حل سوى قضية واحدة من هذه القضايا من خلال تنازله عن ملاحقتها جنائيًا (تعرّف قانونًا بعدم وجود مصلحة عامة في الملاحقة) بالإضافة إلى إسقاط المكتب لـ12 قضية أخرى. كذلك جاء معهد إيلي فيزيل على ذكر عدة تماثيل مرفوعة وشوارع تحمل أسماء فيالق عسكرية بالإضافة إلى أفرادٍ متواطئين مع النازيين ممن كانوا مناصرين لمعاداة السامية ومدانين بارتكابهم جرائم حرب.
انتقدت منظمات حقوق الإنسان النهج الذي اتبعته الحكومة مع غريغوريان بيفولارو وحركة الاندماج الروحي المطلق التي أسسها. نال بيفولارو اللجوء السياسي في السويد. وبحسب وكالة الصحافة الرومانية آجيربرس نقلًا عن موقع يوروبول فإن بيفولارو «مطلوب بتهمة قيامه بتهريب البشر في فنلندا وفرنسا خلال الفترة من عام 2008 حتى عام 2013». أصدرت السلطات الرومانية مذكرة اعتقال احتياطية بحقه.

## التعليم
يعد التعليم الديني في المدارس خياريًا بموجب ما ينص عليه القانون. تتمتع جميع الطوائف الدينية الثمانية عشرة المعترف بها قانونًا بحق إعطاء الدروس الدينية في المدارس بالاستناد على تعاليمهم الدينية الخاصة. يمكن لأي طائفة إعطاء هذه الدروس الدينية بصرف النظر عن عدد الطلاب الذين يتبعون لهذه الطائفة في المدرسة الواحدة. يسمح القانون بوضع استثناءات في حال عدم التمكن من الوفاء بحق الطلاب في حضور دروس دينية لـ«أسبابٍ معقولة» دون المجيء على ذكر الأسباب المانعة لذلك.
يجب على أهالي الطلاب ممن لم تتجاوز أعمارهم الثامنة عشر عامًا بموجب هذا القانون أن يقدموا طلبًا حتى يشارك أطفالهم في الدروس الدينية. أما الطلاب الذين تجاوزت أعمارهم الثامنة عشر عامًا فيمكنهم أن يطلبوا حضور الدروس الدينية بأنفسهم. يمكن للطالب أن يأخذ دروسًا دينية تقدمها له طائفته أو طائفتها خارج المنظومة المدرسية ويحصل منهم على شهادة ينال بموجبها رصيدًا أكاديميًا، وذلك رغم أن الطالب يأخذ في العادة مادته في المدرسة استنادًا على التعاليم الدينية الخاصة بالطائفة التي ينتمي إليها.
يعد معلمو المواد الدينية موظفون حكوميون ولكن تتولى الطوائف الدينية الموافقة على تعيين واستبقاء معلمي الدروس الدينية الخاصة بهم.